# Chist de duct tireoglos
Un chist de duct tireoglos (numit și „chist de tract tireoglos” sau „chist de canal tireoglos”) este un chist fibros care se formează datorită persistenței ductului tireoglos. Se manifestă ca o masă neregulată a gâtului sau un nodul care se dezvoltă din celule și țesuturi rămase după formarea glandei tiroide în fazele de dezvoltare embrionară.
Chistul tireoglos reprezintă cea mai frecventă cauză a maselor de pe linia mediană a gâtului, fiind în general localizate inferior de osul hioid. Aceste mase ale gâtului pot apărea oriunde de-a lungul ductului tiroglos restant, de la baza limbii până la incizura jugulară. Alte cauze frecvente ale maselor de linie mediană a gâtului includ: limfadenopatia, chisturile dermoide și diverse anomalii odontogene.
Chisturile de duct tireoglos se dezvoltă la naștere. Mai multe proceduri de diagnosticare pot fi utilizate pentru stabilirea gradului chistului.

## Semne si simptome
Chisturile ductului tiroglos se prezintă ca mase palpabile ale gâtului, pe linia mediană a acestuia, asimptomatice, de obicei sub (65% din cazuri) nivelul osului hioid. Chistul se mișcă în timpul deglutiției sau la scoaterea limbii datorită atașării acestuia de limbă prin intermediul ductului de descendență al tiroidei spre poziția finală. Unii pacienți pot totuși avea dureri în gât, dureri musculare la nivelul gâtului sau disfagie. Durerea apare în special la infecția chistului, iar apariția simptomelor și intensitatea acestora depind de mărimea chistului.
Persistența ductului tireoglos poate promova secrețiile orale, ceea ce poate duce la infectarea chisturilor. Până la jumătate din chisturile de duct tireoglos rămân diagnosticate până la viața adultă. Ductul poate rămâne latent ani sau chiar decenii, până când un fel de stimul duce la dilatarea chistică. Infecția poate determina evidențierea tranzaitorie a chistului (prin mărirea lui), uneori cu caracter recurent. Apariția drenajului spontan este posibilă. Diagnosticul diferențial se face cu: tiroida ectopică, adenopatiile, chisturile dermoide și gușa patologică. 
Chisturile tireoglose sunt asociate cu creșterea incidenței țesutului tiroidian ectopic. Ocazional, un țesut tiroidian lingual poate fi văzut ca un bulgăre turtit, asemănător unei căpșuni, la baza limbii.

### Complicații

#### Infecție
Chistul de duct tireoglos poate deveni infectat atunci când este lăsat netratat pentru o anumită perioadă de timp, uneori nefiind remarcat. Gradul de infecție poate fi evaluat prin inspecție. Apare edemul țesuturilor moi, împreună cu obstrucția parțială a căilor respiratorii și probleme la deglutiție, acestea datorându-se măririi rapide a chistului. Pot exista cazuri rare în care infecția se extinde în faringe, determinând probleme adiționale.
Microorganismele cele mai des implicate sunt: Staphylococus epidermis, Haemophilus influenzae și Staphylococcus aureus.

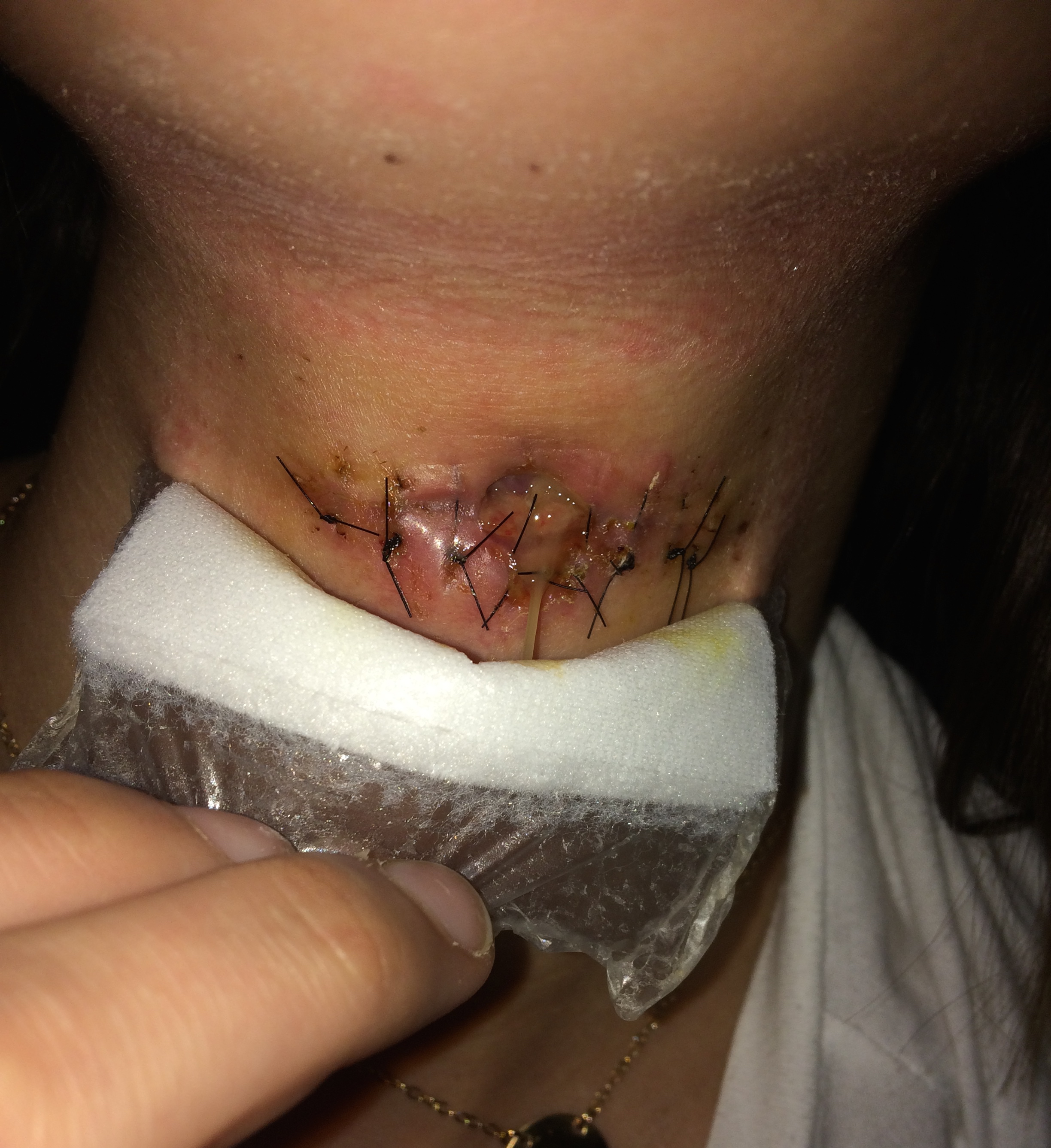
Infecție post-chirurgicală a unui chist tireoglos, probabil cauzată de sutură.

#### Sinusul de duct tireoglos
Chistul de duct tireoglos se poate rupe în mod neașteptat, rezultând un sinus de drenaj. Rareori, acesta poate ajunge să comunice cu pielea gâtului prin intermediul foramen caecum, rezultând o fistulă în apropierea bazei limbii.

#### Carcinomul de chist al ductului tireoglos

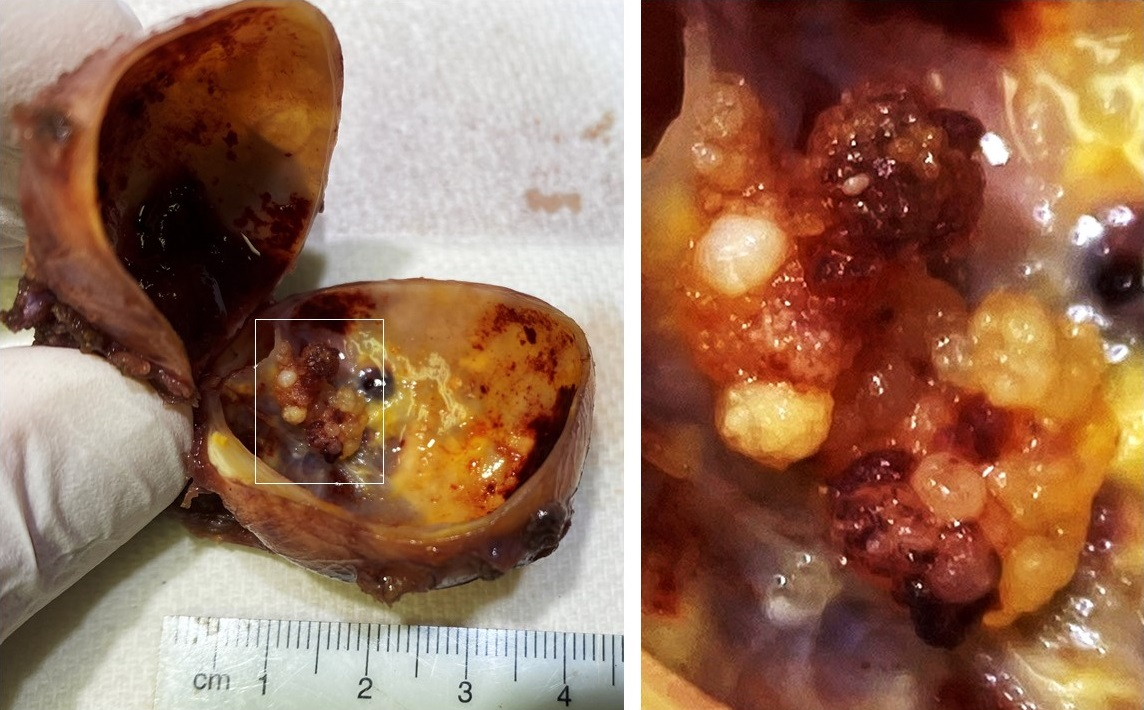
Chist tireoglos cu excrescențe papilare (mărite în dreapta), unde microscopia a evidențiat cancer tiroidian papilar.

Rareori (în mai puțin de 1% din cazuri), chistul de duct tireoglos poate degenera malign. Aceste tumori sunt, în general, carcinoame tiroidiene papilare, care provin din țesutul tiroidian ectopic din interiorul chistului.

## Cauze
Chisturile de duct tireoglos apar datorită unor defecte congenitale. În timpul dezvoltării embrionare, glanda tiroidă, în curs de formare, are un traiect descendent, pornind de la baza limbii, prin intermediul ductului tireoglos. Odată ce tiroida ajunge în poziția finală, canalul, în mod normal, se atrofiază. La unii indivizi, porțiuni ale ductului rămân viabile, favorizând apariția chisturilor. În timpul vieții unei persoane, aceste chisturi se pot umple cu fluide și mucus, determinând apariția semnelor clinice.

## Embriologie
Ductul tireoglos ia naștere din foramen cecum, la joncțiunea dintre cele două treimi anterioare și treimea posterioară a limbii. Orice parte a ductului poate persista, determinând apariția unui chist, sinus sau fistule. Sinusurile sunt dobândite în urma rupturii chistului tireoglos (infectat), care se poate transforma în fistulă dacă ajunge să se reverse într-o altă cavitate (orală) sau/și la suprafața tegumentară.

## Diagnostic

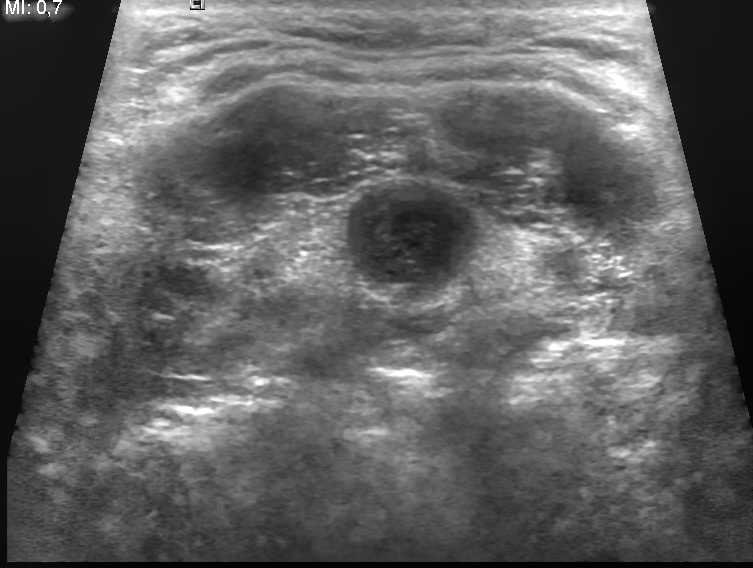
Imagine cu ultrasunete a chistului ductului tireoglos

Diagnosticul de chist al ductului tireoglos se face de către medic prin examinare obiectivă. Este important să se identifice dacă chistul tireoglos conține sau nu țesut tiroidian, acesta definind gradul de chist care este tratat.
Procedurile de diagnosticare pentru un chist tireoglos includ:
| Tip                     | Definiție |
| ----------------------- | --- |
| Analize de sânge        | Markeri sangvini ale funcției tiroidiene.                                                                                                  |
| Ecografie               | Capturează imagistic masa chistului și țesuturile din jur.                                                                                 |
| Scintigrafie tiroidiană | Iodul radioactiv sau tehnețiul (un element metalic radioactiv) sunt utilizate în această procedură pentru a structura și funcția tiroidei. |
| Aspirație cu ac fin     | Biopsie percutanată |

## Tratament
Deși în general benign, chistul trebuie îndepărtat dacă acesta afectează procesul de respirație sau cel de înghițire, sau dacă chistul devine infectat. Chiar dacă aceste simptome nu sunt prezente, chistul poate fi îndepărtat pentru a elimina posibilitatea infecției și a dezvoltării maligne.
Scintigrafia tiroidiană se efectuează preoperator pentru a constata existența în poziție obișnuită și funcționarea normală a țesutului tiroidian. 
Opțiunile de management chirurgical includ: procedura Sistrunk, disecția centrală în bloc a gâtului, faringotomia transhioidiană ghidată de sutură și tehnica suprahioidiană Koempel. Chistectomia este o abordare inadecvată.

### Procedura Sistrunk
Procedura Sistrunk presupune rezecția chirurgicală a porțiunii centrale a osului hioid împreună cu o porțiune de țesut de pe linia mediană dintre hioid și foramen caecum. Se excizează nu numai chistul, ci și ductul tireoglos și ramurile sale, iar îndepărtarea porțiunii centrale a osului hioid este indicată pentru a asigura îndepărtarea completă a ductului. Procedura a fost descrisă de chirurgul american Walter Ellis Sistrunk într-un articol publicat în 1920, fiind ulterior modificată parțial într-un articol publicat în 1928.
În general, procedura constă din trei etape:
1. incizie
2. rezecția chistului și osului hioid
3. drenaj și închidere

Există mai multe versiuni ale procedurii Sistrunk, cea mai utilizată fiind procedura Sistrunk modificată.
Procedura este relativ sigură. Într-un studiu efectuat pe 35 de pacienți pediatrici, Maddalozzo și colab. au observat exclusiv complicații minore (6 pacienți s-au prezentat cu serom și 4 pacienți cu infecții locale ale plăgii). Un articol din 2015 a analizat 24 de studii de cercetare privind diferitele complicații ale tratamentului chistului tireoglos și a raportat o rată a recurenței post-procedură Sistrunk de 5,3%, chistectomia simplă având o rată de recurență de 47,6%. Rata globală de complicații (minore), atât a procedurilor Sistrunk, cât și a chistectomiilor simple, a fost de aproximativ 6%.

## Epidemiologie
1. 90% din cazuri sunt prezente la copiii cu vârsta de sub 10 ani.[17] Într-un studiu din România finalizat în 2015, și efectuat pe 26 de pacienți pediatrici internați la spitalul „Sf. Maria” din Iași, într-un interval de 3 ani, vârsta medie a pacientului a fost de 6,4 ani. În 84,6% din cazuri s-a efectuat procedura Sistrunk.[18]
2. 70% dintre anomaliile gâtului sunt cauzate de chisturile tireoglose.[17]
3. Chisturile ductului tireoglos sunt a doua cea mai frecventă anomalie a gâtului după limfadenopatii.[17]
4. O persoană poate trăi cu un chist al ductului tireoglos fără probleme în absența simptomatologiei.[17]
5. Aproximativ 7% din populație are resturi de canal tireoglos.[19]
6. Carcinomul ductului tireoglos apare în aproximativ 1-2% dintre cazurile de chist tireoglos.[20]